# بنو سيد
آل سيد أو بنو سيد	 	 هي سلالة حكمت سلطنة دلهي من 1414 م إلى 1451 م، ورث بنو سيد الحكم عن سلالة آل تغلق في دلهي بعد زوال حكمهم . مؤسس هذه السلالة هو خدر خان بن سليمان الذي حكم من الفترة 1414 م إلى 1421 م .

## قائمة حكام سلالة آل سيد في دلهي
| اسم الحاكم                      | بداية حكمه | نهاية حكمه |
| ------------------------------- | ---------- | ---------- |
| خضر خان بن شرف الدين بن سليمان  | 1414م      | 1421م      |
| مبارك شاه بن خضر خان            | 1421م      | 1434م      |
| محمد شاه بن فريد خان بن خضر خان | 1434م      | 1443م      |
| علاء الدين شاه بن محمد شاه      | 1443م      | 1451م      |